# Мартін Асплунд
Мартін Асплунд (англ. Martin Asplund; нар. 29 квітня 1970) — шведсько-австралійський астрофізик, професор, член Австралійської академії наук. Він зробив вагомий та часом суперечливий внесок у галузь астрономії. Його моделі рівнів важких елементів, кисню, вуглецю, неону та азоту в сонячному спектрі поставили під сумнів наукове розуміння Сонця та решти космосу.

## Кар'єра
Асплунд здобув ступінь доктора філософії в Уппсальському університеті в 1997 році та став доцентом того ж університету у 2001 році. З 2002 по 2007 рік він працював у Дослідницькій школі астрономії та астрофізики Австралійського національного університету, де отримав звання професора. У 2007 році його було призначено директором Інституту астрофізики імені Макса Планка і на той час він був одним із наймолодших директорів Товариства Макса Планка. З 2011 по 2020 рік він працював в Австралійському національному університеті як лауреат стипендії, найвищої фінансової нагороди від Австралійської дослідницької ради.